# Фермонт (Небраска)
Фермонт (енгл. Fairmont) град је у америчкој савезној држави Небраска.

## Демографија
По попису из 2010. године број становника је 560, што је 131 (-19,0%) становника мање него 2000. године.
| Група             | 2000.       | 2010.       |
| Белци             | 656 (94,9%) | 543 (97,0%) |
| Афроамериканци    | 1 (0,1%)    | 0 (0,0%)    |
| Азијати           | 1 (0,1%)    | 1 (0,2%)    |
| Хиспаноамериканци | 21 (3,0%)   | 13 (2,3%)   |
| Укупно            | 691         | 560         |